# آرامگاه ملا علی اکبرخوسفی
آرامگاه ملا علی اکبرخوسفی مربوط به دوره قاجار است و در ۳۵ کیلومتری جنوب غربی بیرجند واقع شده و این اثر در تاریخ ۱۱ مرداد ۱۳۸۴ با شمارهٔ ثبت ۱۲۵۷۴ به‌عنوان یکی از آثار ملی ایران به ثبت رسیده است.